# Marazlíyivka (Bíljorod-Dnistrovski)
Marazlíyivka (en ucraniano: Маразліївка)  es un pueblo ucraniano perteneciente al óblast de Odesa. Situado en el suroeste del país, es parte del raión de Bíljorod-Dnistrovski y del municipio (hromada) homónimo.

## Toponimia
El nombre del asentamiento en otros idiomas de importancia en el asentamiento es también Marazlievka (en ruso: Маразлиевка; en rumano: Marazlăveni). 

## Geografía
Marazlíyivka se encuentra a orillas del río Aljaliya, unos 66 km al suroeste de Odesa.   

## Historia
El pueblo fue fundado oficialmente en 1807, y los primeros habitantes fueron colonos cosacos rusos y colonos alemanes.   

## Demografía
La evolución de la población de Marazlíyivka entre 1989 y 2001 fue la siguiente:
| 1459                                                          | 1397 |
| (Fuente: Cities & Towns of Ukraine y UKRAINE: Größere Städte) |      |

Según el censo de 2001, la lengua materna de la mayoría de los habitantes, el 94,56%, es el ucraniano; y del 4,29%, el ruso.

## Infraestructura

### Transporte
La línea ferroviaria Odesa-Basarabeasca pasa al sur del pueblo. 